# Ahmed Al Alwani
Ahmed Al-Alwani (tiếng Ả Rập: أحمد العلواني; sinh ngày 19 tháng 8 năm 1981 ở Libya) là một cầu thủ bóng đá người Libya thi đấu cho Ahly Benghazi ở vị trí tiền vệ phòng ngự. Anh là thành viên của Đội tuyển bóng đá quốc gia Libya, và được triệu tập vào Cúp bóng đá châu Phi 2012 với tư cách dự bị.